# Biertap

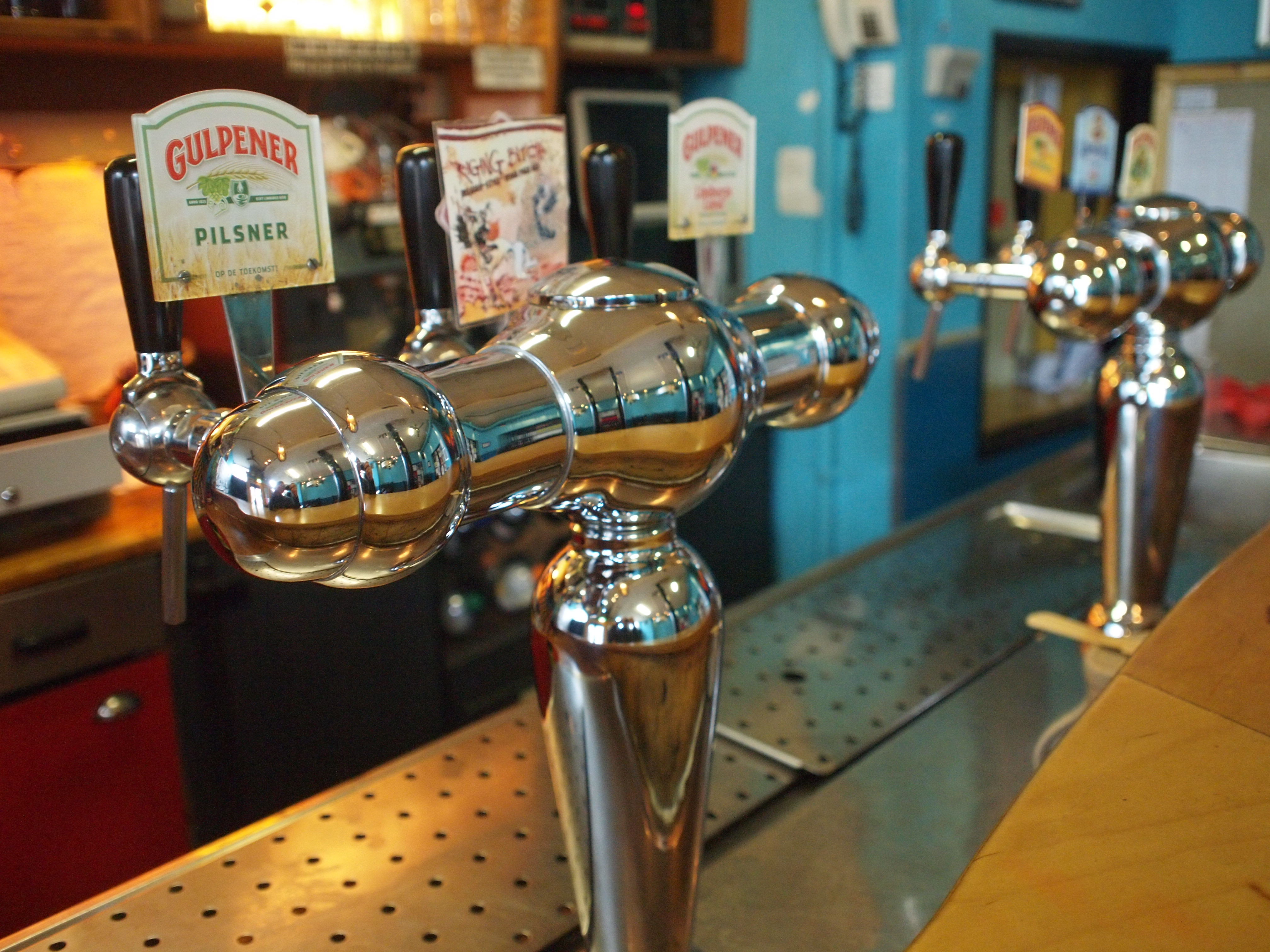
Biertap

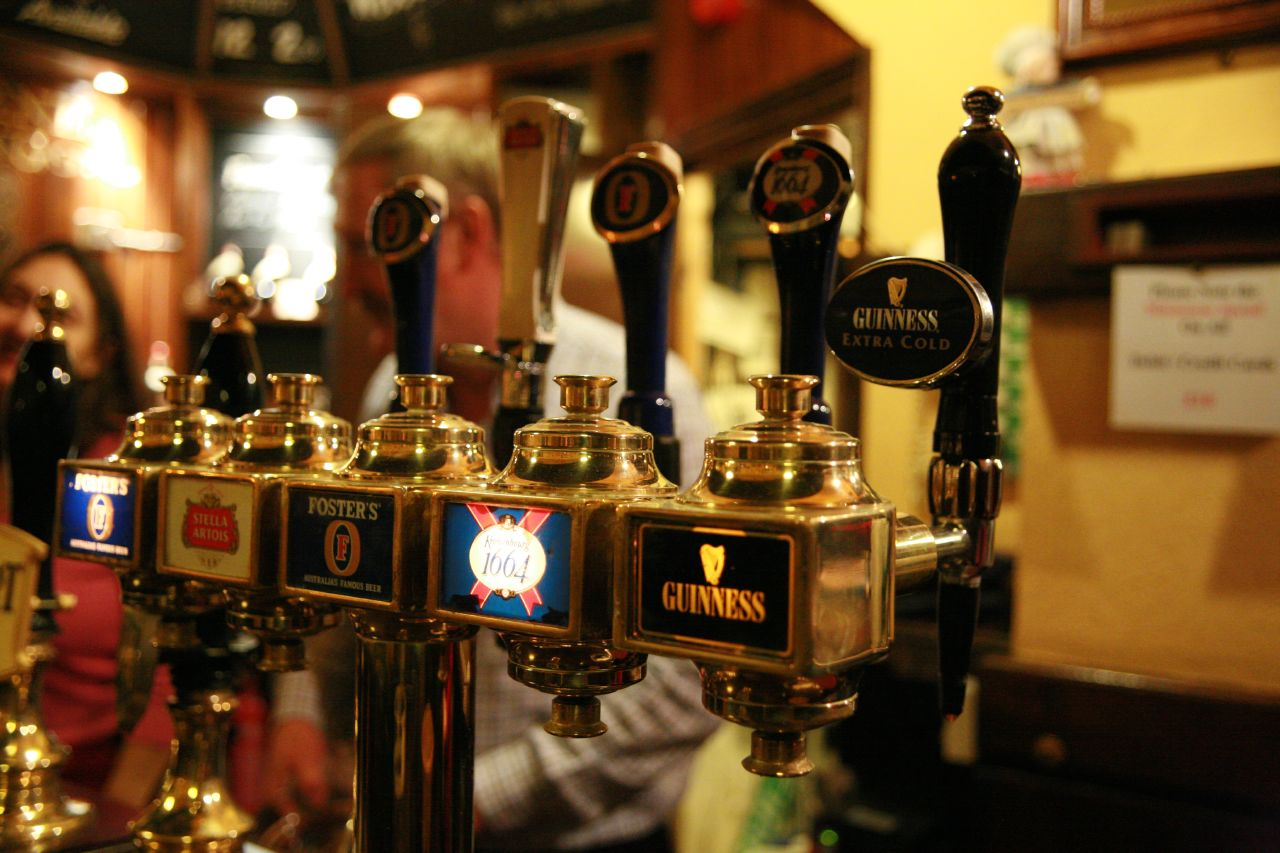
Biertap

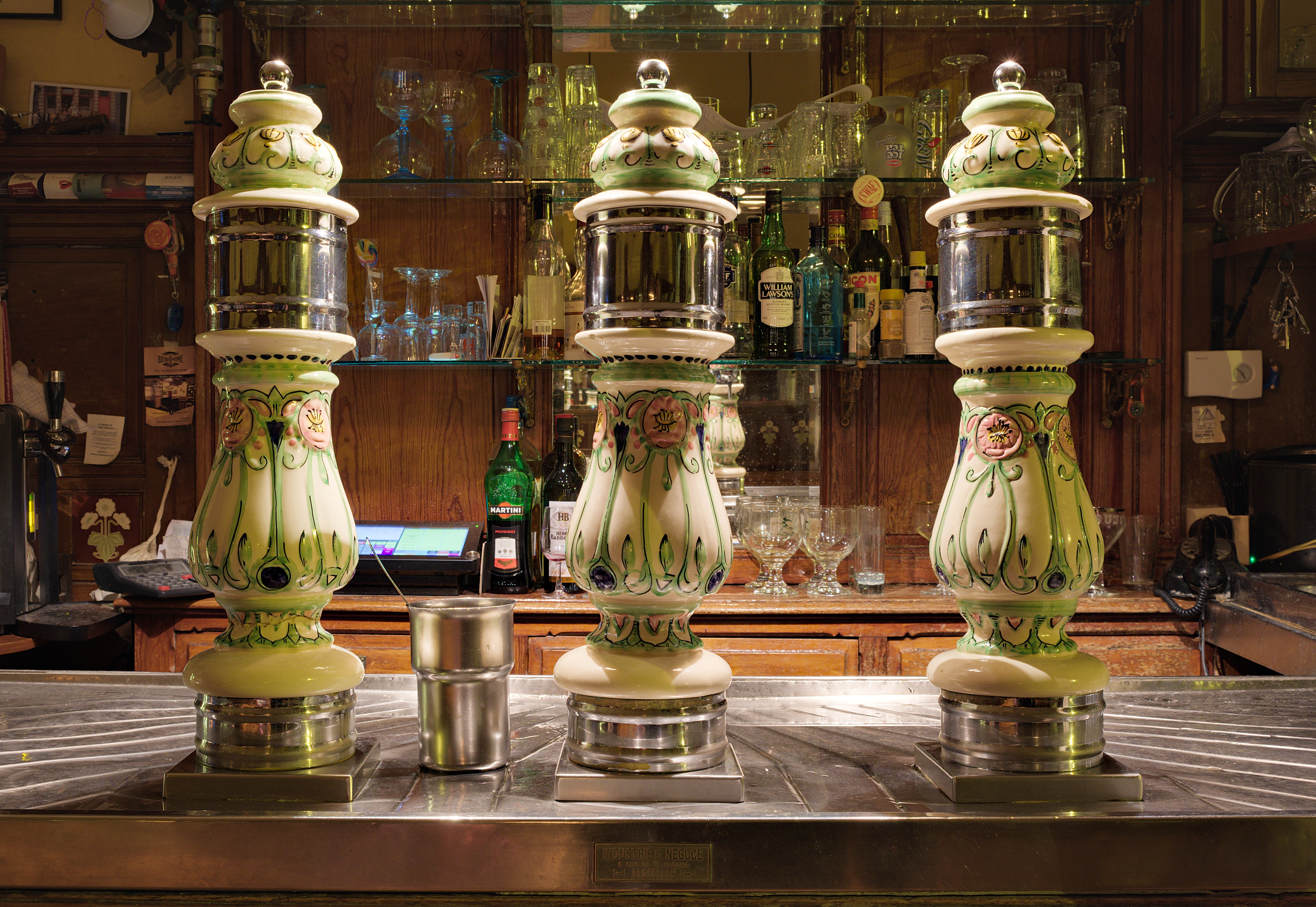
Porseleinen biertap in Doornik

Een biertap is een installatie voor het schenken van bier. De installatie wordt veelal gebruikt in de horeca.  

## Geschiedenis
De biertap is eind 17e eeuw uitgevonden door de Nederlandse uitvinder, handelaar en producent John Lofting. Eind 18e eeuw is het principe verder ontwikkeld door de Engelse uitvinder en slotenmaker Joseph Bramah, die een luchtpomp gebruikte voor de installatie. Eind 19e eeuw ging men steeds meer over op installaties die op samengeperst gas werkten. Vóór de uitvinding werd bier meestal geschonken uit houten vaten, voorzien van een kurk waar een houten of metalen kraan in werd geslagen, en een ontluchtingsventiel. Nadeel van dit systeem was de kortere houdbaarheid, door de blootstelling van het bier aan de buitenlucht via het ventiel.

## Werking
De meeste installaties pompen het bier onder druk van koolzuurgas uit een fust of andere container, door plastic slangen naar een kraan die zich op een zuil bevindt. Soms wordt hierbij het fust zelf gekoeld, soms loopt het bier via spiraalvormige leidingen door een bak met koelwater om het bier op de juiste temperatuur te krijgen. Als de leidingen erg lang zijn worden deze vaak ook nog gekoeld, men spreekt dan van een pythonleiding. Voor sommige soorten bier wordt stikstofgas gebruikt in plaats van koolzuurgas. Het gas wordt uit een gascilinder via een reduceerventiel onder een druk van 1,5 tot 2,5 bar in het biervat gepompt, waarbij de druk afhankelijk is van de lengte van de leiding en het soort bier.

## Uiterlijk
Het uiterlijk van de installatie wordt voornamelijk bepaald door de kraan en de bierzuil, die zich op de bar bevinden. Bij sommige merken is de taphendel in het zwart uitgevoerd, andere brouwerijen hebben een tapknop met de uitstraling van het te tappen product. Buitenlandse systemen zien er vaak heel anders uit. De bierzuil waar de kraan aan vast zit is dan vaak versierd met allerlei verfraaiingen.
Aan de klantzijde van de zuil bevindt zich op de zuil vaak een bordje of een LED verlichte lens met het merk bier dat op de tap geserveerd wordt.

## Soorten installaties

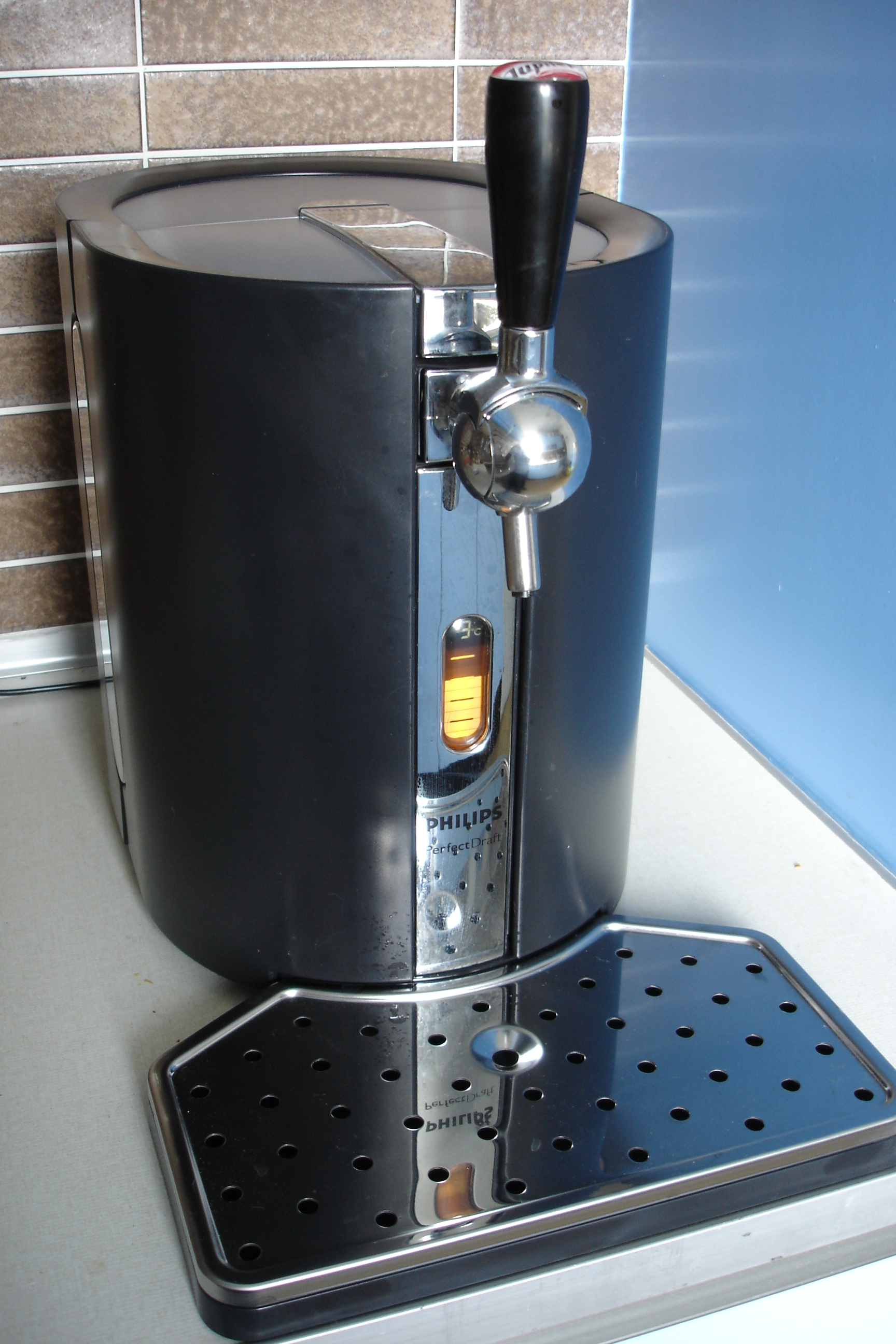
De thuistap

In de loop der jaren zijn verschillende varianten van de oorspronkelijke tapinstallatie in gebruik geraakt.

### Fustbierinstallatie
Bij de fustbierinstallatie wordt het bier geleverd in plastic of aluminium vaten of fusten van 50, 30 of 20 liter. De vaten zijn voorzien van een aansluiting voor een zogenoemde tapkoppeling, waarmee ze op de installatie kunnen worden aangesloten. Er zijn 7 verschillende typen koppelingen in omloop, welke op het fust past is afhankelijk van het merk bier dat wordt geschonken en het formaat van het fust. In Nederland worden vaak het S-type, ook wel bekend is als Sankey of korf, het G-type, ook wel bekend als Grundy of driehoek en het  A-type, ook wel bekend als Alumasc, vlak rond of vlakschuifkoppeling, gebruikt.

### Tankbierinstallatie
Bij een tankbierinstallatie wordt het bier opgeslagen in vaste tanks van 250 tot 5000 liter. Het bier in de tank bevindt zich in een grote plastic zak, die bij elke hervulling verwisseld wordt. De tanks worden gevuld door een tankwagen.

### Automatische tap
De term automatische tap of computertap heeft voornamelijk betrekking op de gebruikte kraan, die slechts kort opengezet hoeft te worden en dan een afgepaste hoeveelheid bier levert. Tevens is het hierbij mogelijk te registreren hoeveel glazen er getapt zijn.

### Raptap
Bij grote evenementen wordt soms een raptap gebruikt, waarmee meerdere glazen bier tegelijk kunnen worden getapt. Deze worden gewoonlijk aangesloten op een tanksysteem.

### Thuistap
De thuistap is een relatief kleine installatie voor thuisgebruik. Hierop worden vaten van 4 tot 6 liter aangesloten, die bij de slijter of supermarkt verkrijgbaar zijn.